# Indiana (roman)

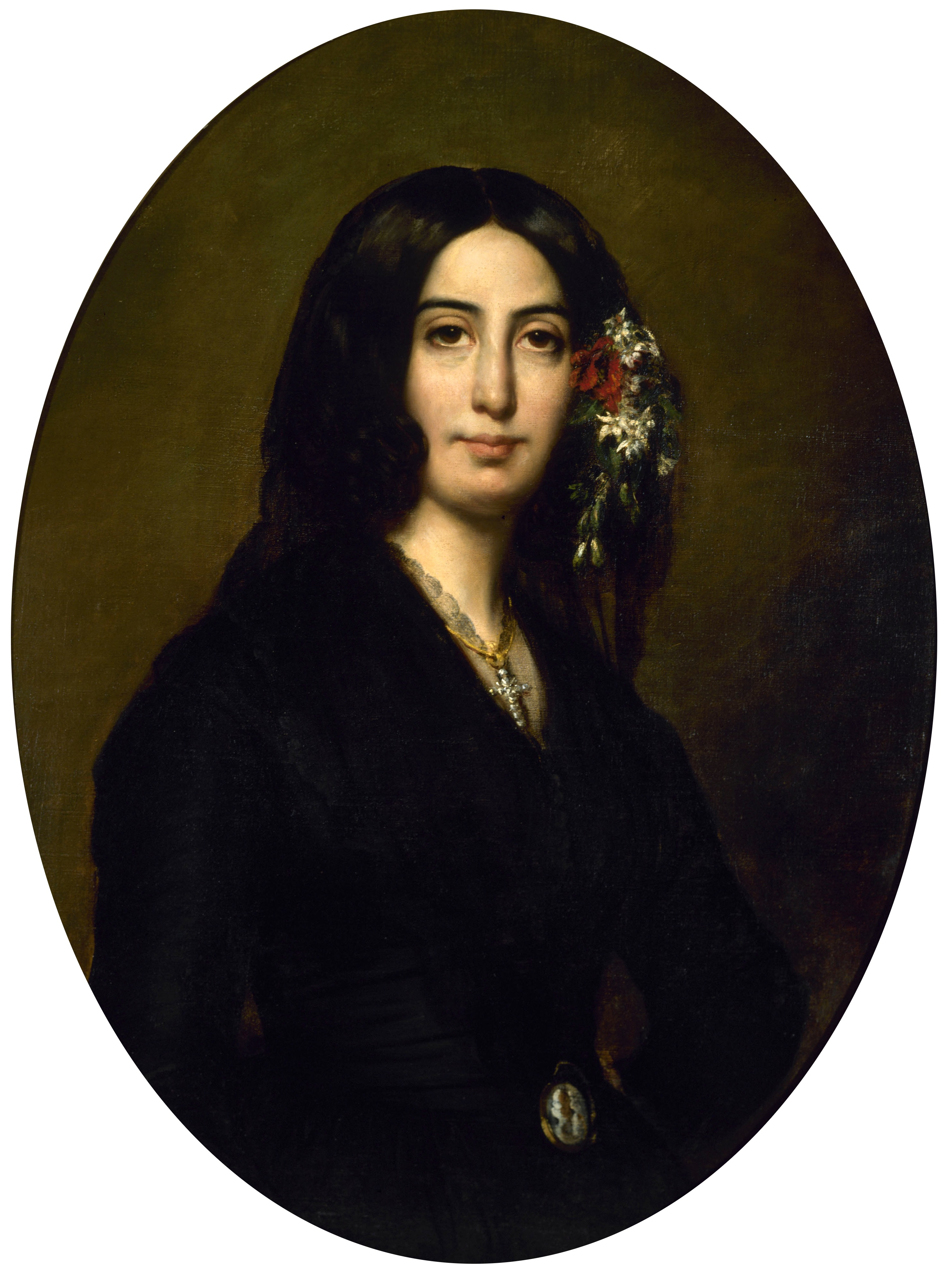
Portret van George Sand, gebruikt op de omslag van het boek Indiana (editie: Gallimard)

Indiana is de eerste roman van George Sand en werd gepubliceerd in april 1832. Het is de eerste roman van Amantine Aurore Dupin waar ze gebruikmaakt van haar pseudoniem George Sand. In Indiana worden de kenmerken van de romantiek, het realisme en het idealisme duidelijk weergegeven. De roman gaat over liefde en het huwelijk.
De roman speelt zich voor een deel af in Frankrijk en in de Franse kolonie Réunion (in de roman Ile Bourbon genoemd, de voormalige naam voor dit eiland). Sand baseerde de beschrijvingen van deze kolonie, waar ze nooit was geweest, op de reisverhalen van Jules Néraud, een vriend van haar. 

## Inhoud
De hoofdpersoon van de roman is Indiana, een jonge Creoolse vrouw van Réunion die met een oudere ex-officier uit het leger getrouwd is, genaamd Kolonel Delmare. Indiana houdt niet van hem en zoekt iemand die hartstochtelijk van haar zal houden. Ze ziet hierbij haar neef Ralph, die bij haar en de kolonel inwoont, over het hoofd. Ralph houdt echter al van jongs af aan van Indiana. Als de jonge, knappe en welbespraakte buurman Raymon de Ramière zich voor Indiana begint te interesseren, wordt zij verliefd op hem. Raymon had de huishoudster van Indiana, Noun, al eerder verleid en zij is inmiddels zwanger van hem. Wanneer Noun erachter komt wat er aan de hand is, verdrinkt ze zichzelf.  
De man van Indiana beslist dat ze naar Réunion zullen verhuizen. Indiana ontsnapt uit het huis om vervolgens in Raymons appartement te verschijnen in het midden van de nacht, waar ze verwacht dat hij haar zal accepteren als zijn maîtresse, ondanks de onvermijdelijke afkeuring van de maatschappij. In het begin probeert Raymon haar te verleiden, maar nadat dit mislukt, wijst hij haar eens en voor altijd af. Hij kan de gedachte niet verdragen dat haar wil sterker is dan die van hem en schrijft haar een brief waarin hij probeert om haar nogmaals verliefd te laten worden op hem.
Indiana is inmiddels met de kolonel naar het eiland verhuisd tegen de tijd dat ze de brief van Raymon leest, maar wordt echter niet nogmaals verliefd op hem. Ze ontsnapt nogmaals, dit keer naar Frankrijk. Ondertussen is Raymon getrouwd en heeft het huis van Indiana gekocht. De stoïcijnse Ralph, die door Indiana altijd werd gezien als egoïstisch, komt haar redden en vertelt haar dat kolonel Delmare gestorven is aan de gevolgen van een ziekte. Ze besluiten samen zelfmoord te plegen door in een waterval te springen op het eiland Réunion. Net voor de zelfmoord verklaren ze elkaar echter de liefde en geloven ze dat ze in de hemel getrouwd zullen zijn. 
Aan het eind van de roman vertelt een jonge reiziger dat hij een man en een vrouw, Ralph en Indiana, heeft gevonden, wonend op een afgelegen plantage.